# Rare Chandeliers
Rare Chandeliers è un mixtape collaborativo del rapper statunitense Action Bronson e del produttore discografico statunitense The Alchemist, pubblicato nel 2012.

## Tracce
1. Big Body Bes Intro (featuring Big Body Bes) – 1:24
2. Rare Chandeliers – 2:39
3. The Symbol – 3:34
4. Sylvester Lundgren (featuring Meyhem Lauren & AG Da Coroner) – 2:32
5. Randy, the Musical – 4:24
6. Demolition Men (featuring ScHoolboy Q) – 2:32
7. Eggs on the Third Floor – 4:09
8. Modern Day Revelations (featuring Roc Marciano) – 2:47
9. Dennis Haskins – 2:00
10. Bitch, I Deserve You (featuring Evidence) – 3:18
11. Gateway to Wizardry (featuring Styles P) – 4:18
12. Blood of the Goat (featuring Big Twin & Sean Price) – 3:35
13. Mike Vick – 2:38

- Extended Version - Tracce Bonus

1. Fiends Jean Jacket – 2:23
2. Drugs & Cheese On A Roll Mix – 2:29
3. Brown Bag Wrap – 2:19